# سینا زامهران
سینا زامهران (زادهٔ ۲۰ اسفند ۱۳۷۵ در مشهد) یک بازیکن فوتبال اهل ایران است که در پست هافبک دفاعی بازی می‌کند.